# Trametes mimetes
Trametes mimetes är en svampart som först beskrevs av Elsie Maud Wakefield, och fick sitt nu gällande namn av Leif Ryvarden 1972. Trametes mimetes ingår i släktet Trametes och familjen Polyporaceae.   Inga underarter finns listade i Catalogue of Life.